# Canterano
Canterano là một đô thị ở tỉnh Roma, vùng Latium của Italia, nằm ở vị trí khoảng 45 km về phía đông của Roma. Vào thời điểm ngày 31 tháng 12 năm 2004, đô thị này có dân số 363 người và diện tích là 7,3 km².
Canterano giáp các đô thị: Agosta, Gerano, Rocca Canterano, Rocca Santo Stefano, Subiaco.